# پارک یه اون
پارک یه اون (به انگلیسی: Park Ye-eun)(زاده ۲۶ می ۱۹۸۹) خواننده، ترانه‌سرا کره‌ای است.
او عضو گروه واندر گرلز بود.